# Argentinië op het wereldkampioenschap voetbal 2010
Argentinië was een van de deelnemende landen aan het wereldkampioenschap voetbal 2010 in Zuid-Afrika. De laatste deelname van de Zuid-Amerikaanse ploeg was in 2006. Argentinië kwalificeerde zich ditmaal als een van de vijf Zuid-Amerikaanse landen.

## Selectie
Op 19 mei 2010 maakte bondscoach Diego Armando Maradona zijn wk-selectie bekend.
| Keepers       |                      |                     |
| 22            | Sergio Romero        | AZ                  |
| 21            | Mariano Andújar      | Catania             |
| 1             | Diego Pozo           | Colón               |
| Verdedigers   |                      |                     |
| 6             | Gabriel Heinze       | Olympique Marseille |
| 2             | Martín Demichelis    | Bayern München      |
| 15            | Nicolas Otamendi     | Vélez Sársfield     |
| 13            | Walter Samuel        | Internazionale      |
| 3             | Clemente Rodríguez   | Estudiantes         |
| 4             | Nicolás Burdisso     | AS Roma             |
| 12            | Ariel Garcé          | Colón               |
| Middenvelders |                      |                     |
| 14            | Javier Mascherano    | Liverpool           |
| 17            | Jonás Gutiérrez      | Newcastle United    |
| 7             | Ángel Di María       | Benfica             |
| 5             | Mario Bolatti        | Fiorentina          |
| 8             | Juan Sebastián Verón | Estudiantes         |
| 23            | Javier Pastore       | Palermo             |
| 20            | Maxi Rodríguez       | Liverpool           |
| Aanvallers    |                      |                     |
| 10            | Lionel Messi         | FC Barcelona        |
| 9             | Gonzalo Higuaín      | Real Madrid         |
| 11            | Carlos Tévez         | Manchester City     |
| 16            | Sergio Agüero        | Atlético Madrid     |
| 19            | Diego Milito         | Internazionale      |
| 18            | Martín Palermo       | Boca Juniors        |
| Bondscoach    |                      |                     |
|               | Diego Maradona       |                     |

## Stand
| Land        | Wed | Win | Gel | Ver | DV | DT | +/- | Pnt |
| ----------- | --- | --- | --- | --- | -- | -- | --- | --- |
| Argentinië  | 3   | 3   | 0   | 0   | 7  | 1  | 6   | 9   |
| Zuid-Korea  | 3   | 1   | 1   | 1   | 5  | 6  | -1  | 4   |
| Griekenland | 3   | 1   | 0   | 2   | 2  | 5  | -3  | 3   |
| Nigeria     | 3   | 0   | 1   | 2   | 3  | 5  | -2  | 1   |

## Wedstrijden
|                        |                   |           |         |                                                                             |
| 12 juni 2010 16:00 uur | Argentinië        | 1 – 0     | Nigeria | Ellispark, Johannesburg Toeschouwers: 55.686 Scheidsrechter: Wolfgang Stark |
| 12 juni 2010 16:00 uur | Gabriel Heinze 6' | (details) |         | Ellispark, Johannesburg Toeschouwers: 55.686 Scheidsrechter: Wolfgang Stark |

|                        |                                                                                       |           |                      |                                                                                   |
| 17 juni 2010 13:30 uur | Argentinië                                                                            | 4 – 1     | Zuid-Korea           | Soccer City, Johannesburg Toeschouwers: 82.174 Scheidsrechter: Frank De Bleeckere |
| 17 juni 2010 13:30 uur | Park Chu-young 16' (e.d.) Gonzalo Higuaín 33' Gonzalo Higuaín 76' Gonzalo Higuaín 80' | (details) | 45+1' Lee Chung-yong | Soccer City, Johannesburg Toeschouwers: 82.174 Scheidsrechter: Frank De Bleeckere |

|                        |             |           |                                          |                                                                                      |
| 22 juni 2010 20:30 uur | Griekenland | 0 – 2     | Argentinië                               | Peter Mokaba Stadion, Polokwane Toeschouwers: 35.000 Scheidsrechter: Ravshan Irmatov |
| 22 juni 2010 20:30 uur |             | (details) | 77' Martín Demichelis 89' Martín Palermo | Peter Mokaba Stadion, Polokwane Toeschouwers: 35.000 Scheidsrechter: Ravshan Irmatov |

### Achtste finale
|                        |                                                       |           |                      |                                                                                |
| 27 juni 2010 20:30 uur | Argentinië                                            | 3 – 1     | Mexico               | Soccer City, Johannesburg Toeschouwers: 84.377 Scheidsrechter: Roberto Rosetti |
| 27 juni 2010 20:30 uur | Carlos Tévez 26' Gonzalo Higuaín 33' Carlos Tévez 52' | (details) | 71' Javier Hernández | Soccer City, Johannesburg Toeschouwers: 84.377 Scheidsrechter: Roberto Rosetti |

### Kwartfinale
|                       |            |           |                                                                           |                                                                                 |
| 3 juli 2010 16:00 uur | Argentinië | 0 – 4     | Duitsland                                                                 | Groenpuntstadion, Kaapstad Toeschouwers: 64.100 Scheidsrechter: Ravshan Irmatov |
| 3 juli 2010 16:00 uur |            | (details) | 3' Thomas Müller 68' Miroslav Klose 74' Arne Friedrich 89' Miroslav Klose | Groenpuntstadion, Kaapstad Toeschouwers: 64.100 Scheidsrechter: Ravshan Irmatov |

AUF · A-internationals · Selecties · Bondscoaches · Argentijns vrouwenelftal · Olympisch elftal · Argentinië U21 · Argentinië U20 · Argentinië U19 · Argentinië U18 · Argentinië U17
1900 – 1909 ·
1910 – 1919 ·
1920 – 1929 ·
1930 – 1939 ·
1940 – 1949 ·
1950 – 1959 ·
1960 – 1969 ·
1970 – 1979 ·
1980 – 1989 ·
1990 – 1999 ·
2000 – 2009 ·
2010 – 2019 ·
2020 − 2029
WK 1930 · 
WK 1934 · 
WK 1958 · 
WK 1962 · 
WK 1966 · 
WK 1974 · 
WK 1978 · 
WK 1982 · 
WK 1986 · 
WK 1990 · 
WK 1994 · 
WK 1998 · 
WK 2002 · 
WK 2006 · 
WK 2010 · 
WK 2014 · 
WK 2018 ·
WK 2022
OS 1928 · 
OS 1988 · 
OS 1996 · 
OS 2004 · 
OS 2008 · 
OS 2016 · 
OS 2020
1902 · 
1903 · 
1904 · 
1905 · 
1906 · 
1907 · 
1908 · 
1909 ·
1910 · 
1911 · 
1912 · 
1913 · 
1914 · 
1915 · 
1916 · 
1917 · 
1918 · 
1919 ·
1920 · 
1921 · 
1922 · 
1923 · 
1924 · 
1925 · 
1926 · 
1927 · 
1928 · 
1929 ·
1930 · 
1931 · 
1932 · 
1933 · 
1934 · 
1935 · 
1936 · 
1937 · 
1938 · 
1939 ·
1940 · 
1941 · 
1942 · 
1943 · 
1944 · 
1945 · 
1946 · 
1947 · 
1948 · 1949 · 
1950 · 
1951 · 
1952 · 
1953 · 
1954 · 
1955 · 
1956 · 
1957 · 
1958 · 
1959 ·
1960 · 
1961 · 
1962 · 
1963 · 
1964 · 
1965 · 
1966 · 
1967 · 
1968 · 
1969 ·
1970 · 
1971 · 
1972 · 
1973 · 
1974 · 
1975 · 
1976 · 
1977 · 
1978 · 
1979 ·
1980 · 
1981 · 
1982 · 
1983 · 
1984 · 
1985 · 
1986 · 
1987 · 
1988 · 
1989 ·
1990 ·
1991 · 
1992 · 
1993 · 
1994 · 
1995 · 
1996 · 
1997 · 
1998 · 
1999 · 
2000 · 
2001 · 
2002 · 
2003 · 
2004 · 
2005 · 
2006 · 
2007 · 
2008 · 
2009 · 
2010 · 
2011 · 
2012 · 
2013 · 
2014 ·
2015 ·
2016 ·
2017 ·
2018 ·
2019 ·
2020 ·
2021 ·
2022 ·
2023
Albanië ·
Algerije ·
Angola ·
Australië ·
België ·
Bolivia ·
Bosnië en Herzegovina · 
Brazilië ·
Bulgarije ·
Canada ·
Chili ·
China ·
Colombia ·
Costa Rica · 
Curaçao ·
Denemarken ·
DDR ·
Duitsland ·
Ecuador ·
Egypte ·
El Salvador ·
Engeland ·
Estland ·
Frankrijk ·
Ghana ·
Griekenland ·
Guatemala ·
Haïti ·
Honduras ·
Hongarije ·
Hongkong ·
Ierland ·
IJsland ·
India ·
Indonesië ·
Irak ·
Iran ·
Israël ·
Italië ·
Ivoorkust ·
Jamaica ·
Japan ·
Joegoslavië ·
Kameroen ·
Kroatië ·
Libië ·
Litouwen · 
Marokko ·
Mexico ·
Nederland ·
Nicaragua ·
Nigeria ·
Noord-Ierland ·
Noorwegen ·
Oostenrijk ·
Panama ·
Paraguay ·
Peru ·
Polen ·
Portugal · 
Qatar ·
Roemenië ·
Rusland · 
Saoedi-Arabië · 
Schotland ·
Servië en Montenegro ·
Singapore ·
Slovenië ·
Slowakije ·
Sovjet-Unie ·
Spanje ·
Trinidad en Tobago ·
Tsjecho-Slowakije ·
Tunesië ·
Uruguay ·
Venezuela ·
Verenigde Arabische Emiraten ·
Verenigde Staten ·
Wales ·
Wit-Rusland · 
Zuid-Afrika ·
Zuid-Korea ·
Zweden ·
Zwitserland
Australië (2022) ·
België (2014) ·
Bosnië en Herzegovina (2014) ·
Brazilië (1982) ·
Brazilië (2005) ·
Denemarken (1995) ·
Duitsland (2006) ·
Duitsland (2014) ·
Frankrijk (2018) ·
Frankrijk (2022) ·
IJsland (2018) ·
Iran (2014) ·
Italië (1982) ·
Ivoorkust (2006) ·
Kroatië (2018) ·
Kroatië (2022) ·
Mexico (2006) ·
Nederland (1978) ·
Nederland (2006) ·
Nederland (2014) ·
Nederland (2022) ·
Nigeria (2010) ·
Nigeria (2014) ·
Nigeria (2018) ·
Saoedi-Arabië (1992) ·
Saoedi-Arabië (2022) · 
Servië en Montenegro (2006) ·
West-Duitsland (1986) · West-Duitsland (1990) ·
Zwitserland (2014)